# Sebevražda Ronnieho McNutta
Sebevražda Ronnieho McNutta se odehrála dne 31. srpna 2020 ve městě New Albany ve státě Mississippi v USA. Byla vysílána živě na platformě Facebook, přičemž video sebevraždy se během několika následujících týdnů stalo virálním, a to zejména vzhledem k šokujícímu obsahu, jež je na něm vyobrazen.

## Ronnie McNutt
Ronnie McNutt se narodil 23. května 1987 v Alcornu ve státě Mississippi. V době svého úmrtí však žij v New Albany v tomtéž státě. Po škole se stal rezervistou americké armády, přičemž v letech 2007 až 2008 se zúčastnil Války v Iráku. Po svém návratu však začal trpět posttraumatickou stresovovou poruchou a depresemi. Našel si nicméně práci u automobilky Toyota. Některá média uváděla, že v důsledku pandemie covidu-19 měl navíc přijít o práci, nicméně tato tvrzení byla později zpochybněna. McNutt byl křesťanské víry a pravidelně navštěvoval bohoslužbu.

## Průběh
Dne 31. srpna 2020 zveřejnil McNutt na sociální síti Facebook status ve znění: "Someone in your life needs to hear that they matter. That they are loved. That they have a future. Be the one to tell them." (česky Někdo ve vašem životě potřebuje slyšet, že na nich záleží. Že jsou milováni. Že mají budoucnost. Buďte tím, kdo jim tohle řekne." Poté McNutt zahájil živé vysílání na platformě Facebook, kde živá vysílání pořádal opakovaně již v minulosti.
Na rozdíl od jeho předchozích živých vysílání byl však McNutt tentokrát viditelně opilý a skleslý, přičemž po svém boku držel pušku, kterou měl navíc během živého vysílání vystřelit do vzduchu. Opakovaně mu během vysílání zvonil telefon, jehož zvonění McNutt ignoroval. Na místo byla přivolána i policie, která se s McNuttem snažila neúspěšně vyjednávat. Nakonec McNutt přijal hovor od své bývalé přítelkyně, se kterou se následně přes telefonní hovor pohádal. Po ukončení telefonátu se opět obrátil na své diváky, tentokrát se slovy "Hey guys, I guess that's it" (v češtině volně přeložitelné jako "Čau lidi, tak tohle je asi konec"). Poté vzal pušku, kterou držel po svém boku, zmáčkl spoušť a způsobil si tak smrtelné zranění hlavy. Jeho očividně bezvládné tělo poté zůstalo v záběru kamery. Přenos končí vstupem policistů do McNuttova bytu.

## Dopady
McNuttův pohřeb se konal 2. září 2020, pohřben byl na hřbitově v mississippské Prentiss County. Celý záznam jeho posledního vysílání zaznamenalo hned několik diváků, přičemž někteří z nich jej poté rozšířili po internetu. Záhy se celý záznam, jeho úryvky nebo alespoň fotografie z něj objevily například na sociálních sítích YouTube, Instagram, TikTok nebo Facebook, ale také na celé řadě dalších sociálních sítí a na různých internetových stránkách a webových fórech. V některých případech bylo video sířeno formou bait-and-switch, tj. divákovi se má video náhle přehrát v momentě, kdy to neočekává, neboť takové video vůbec nevyhledával. V různých podobách tak bylo využíváno jako obdoba shock site jako forma trollingu.
Masivní šíření videa vyvolalo debaty o prevenci sebevražd, ale také o sdílení násilného obsahu na sociálních sítích.